# جیمی دارانت (بازیکن فوتبال)
جیمی دارانت (انگلیسی: Jimmy Durrant؛ 1878 – 1927 (aged ۴۸–۴۹)) بازیکن فوتبال اهل پادشاهی متحد بریتانیای کبیر و ایرلند بود.
از باشگاه‌هایی که در آن بازی کرده‌است می‌توان به باشگاه فوتبال لوتون تاون و باشگاه فوتبال لستر سیتی اشاره کرد.